# Jun Suzuki
Jun Suzuki (鈴木 潤 Suzuki Jun?, nacido el 30 de julio de 1993 en Nagoya, Aichi) es un futbolista japonés que se desempeña como defensa.

## Trayectoria

### Clubes
| Club      | País  | Año         |
| --------- | ----- | ----------- |
| FC Gifu   | Japón | 2015 - 2017 |
| Nara Club | Japón | 2018 -      |

## Estadística de carrera

### J. League
| Club    | Año   | J. League | J. League | Copa J. League | Copa J. League | Total | Total |
| Club    | Año   | Part.     | Goles     | Part.          | Goles          | Part. | Goles |
| ------- | ----- | --------- | --------- | -------------- | -------------- | ----- | ----- |
| FC Gifu | 2015  | 2         | 0         | -              | -              | 2     | 0     |
| FC Gifu | 2016  | 20        | 0         | -              | -              | 20    | 0     |
| FC Gifu | 2017  | 0         | 0         | -              | -              | 0     | 0     |
| Total   | Total | 22        | 0         | 0              | 0              | 22    | 0     |